# مجمع ماليه الرياضي
مجمع ماليه الرياضي هو ملعب متعدد الأغراض يقع في ماليه، المالديف، جزر المالديف. يستخدم في الغالب لمباريات كرة القدم، ويستضيف مسابقات ألعاب القوى. يتألف المجمع من ملاعب كرة سلة داخلية وخارجية وملاعب كرة المضرب وملعبين لكرة القدم ومنطقة للكرة الطائرة ومنطقة للكريكيت. كما يوجد في هذا المجمع اتحاد كرة القدم للمالديف، ومكاتب اتحاد كرة السلة في جزر المالديف، ومجلس الكريكيت في جزر المالديف، وجمعية ألعاب القوى وجمعية تنس الريشة في جزر المالديف.